# Enclos paroissial de Saint-Divy
L'enclos paroissial de Saint-Divy est un enclos paroissial situé dans la commune de Saint-Divy (Finistère, Bretagne). Il inclut l'église Saint-Divy et deux calvaires. L'ensemble est inscrit monument historique en 1995.

## Galerie

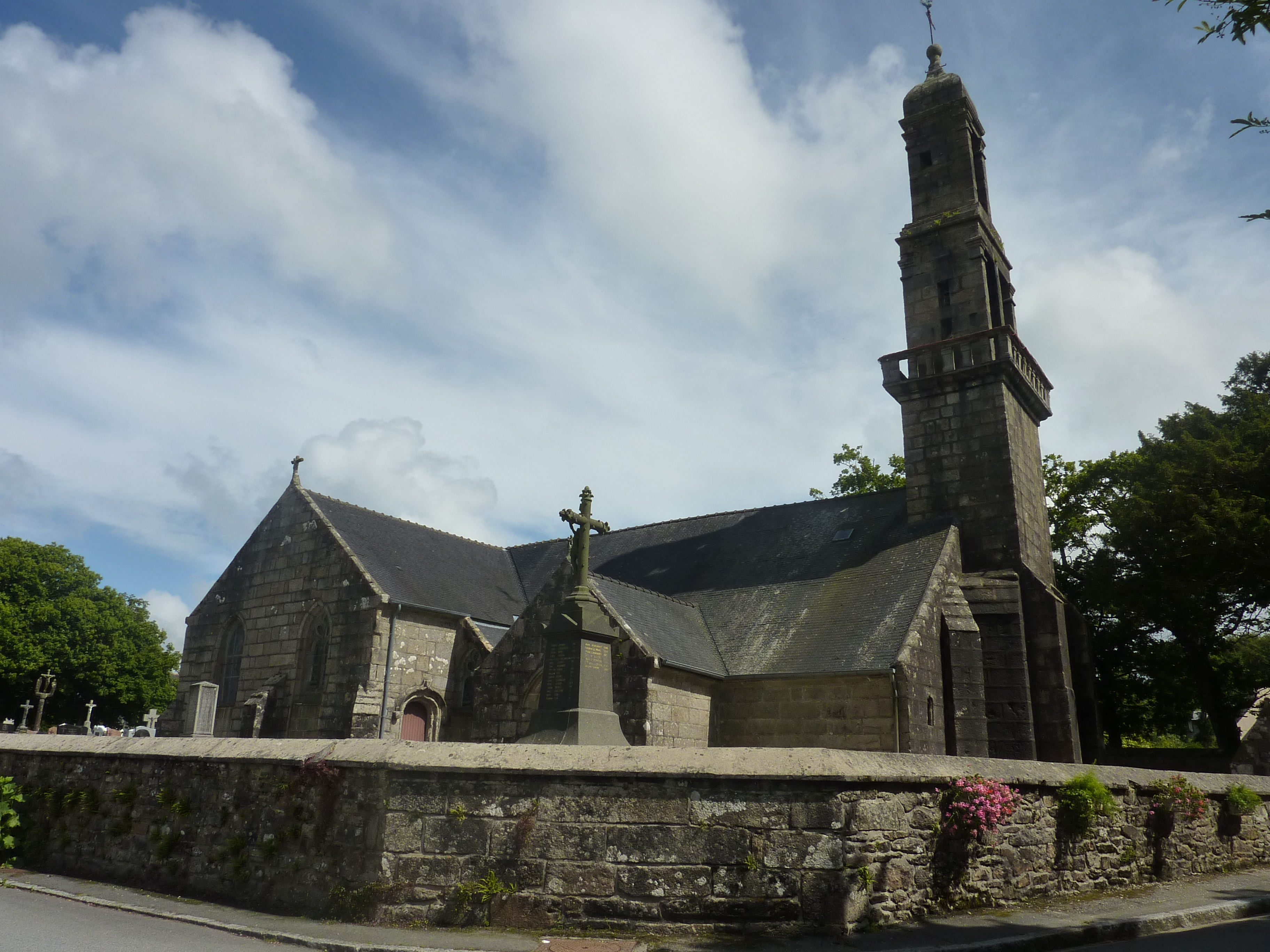
L'église et le calvaire du cimetière.
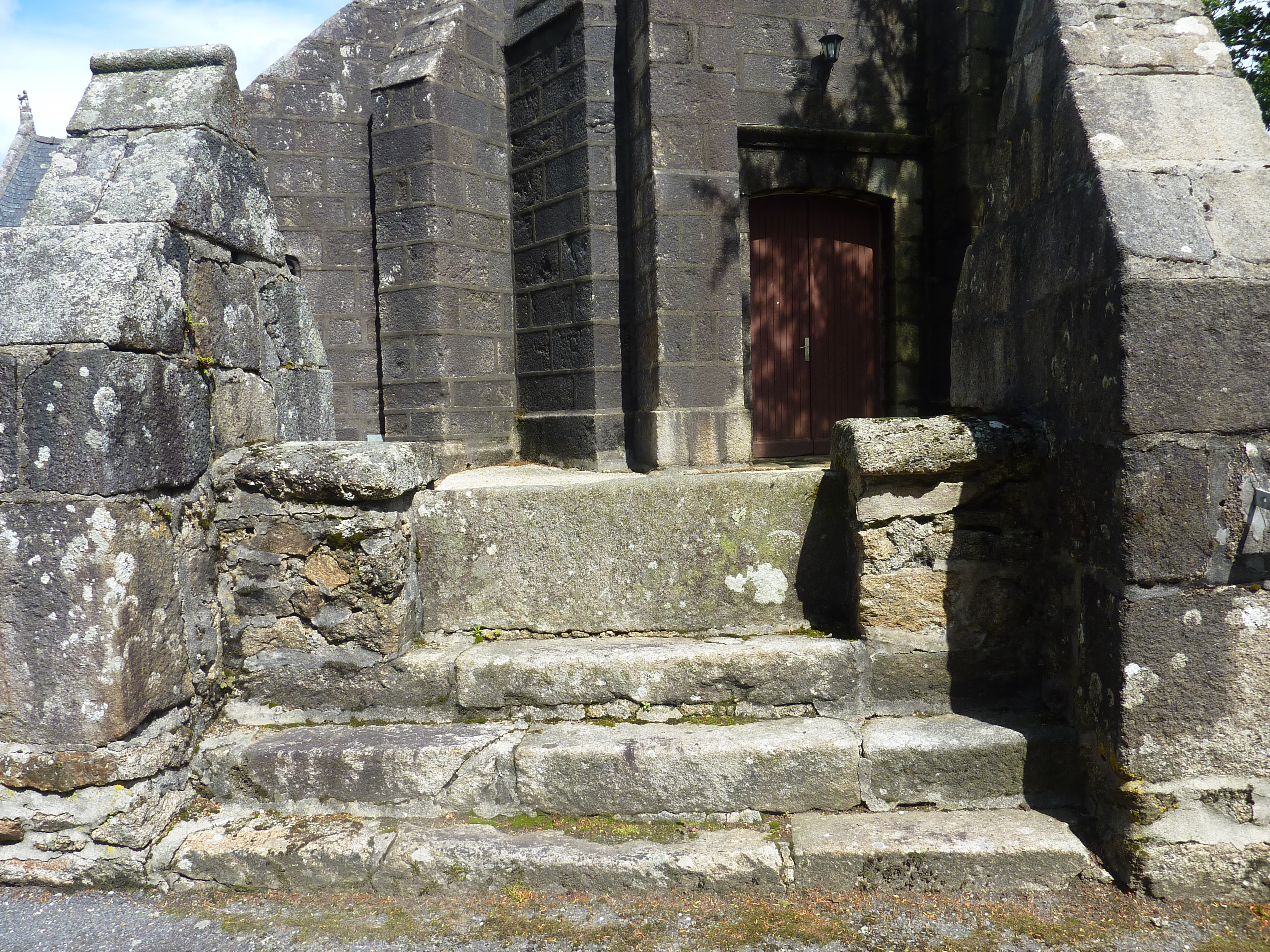
Echalier.
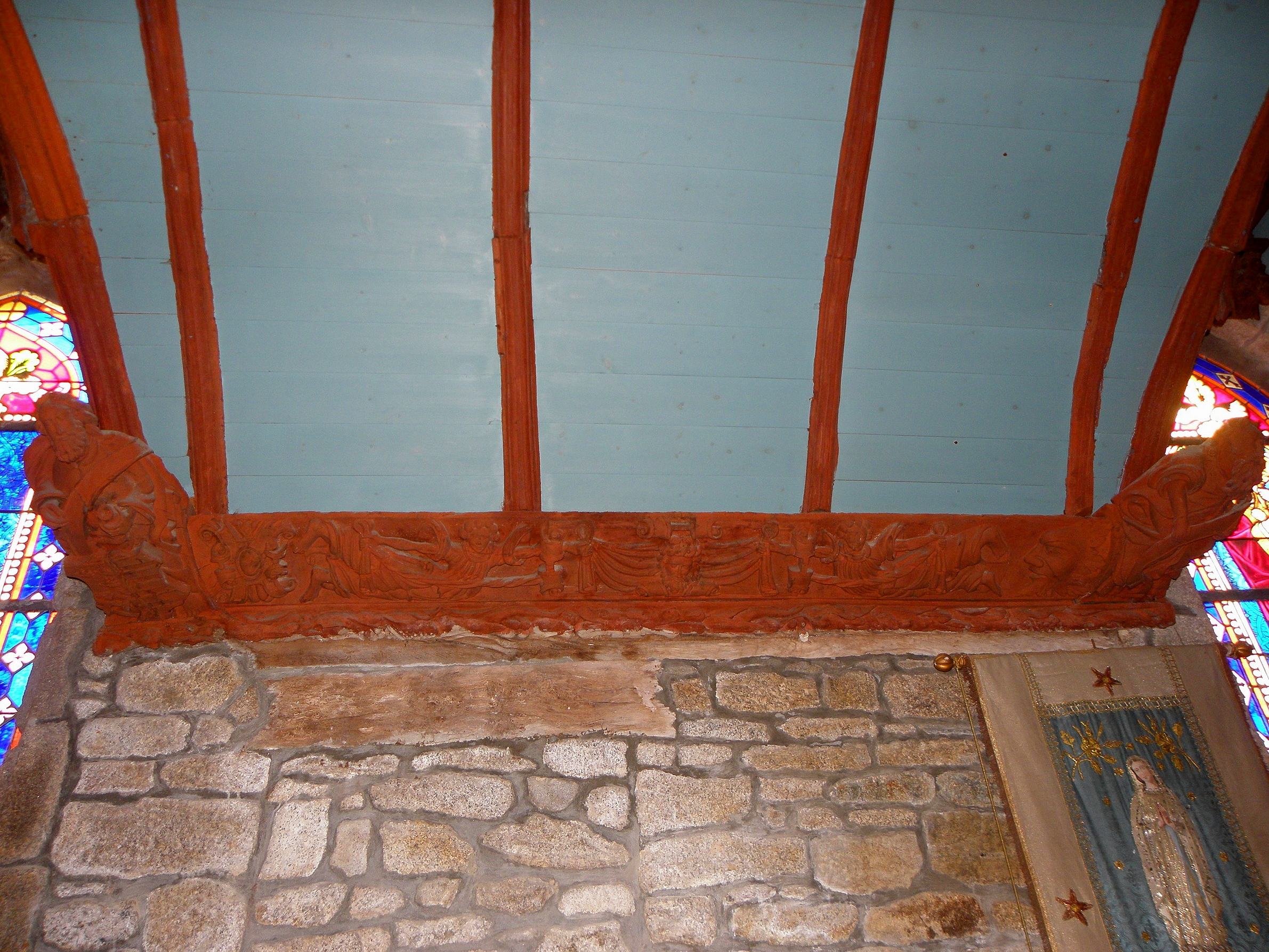
Charpente de l'église.
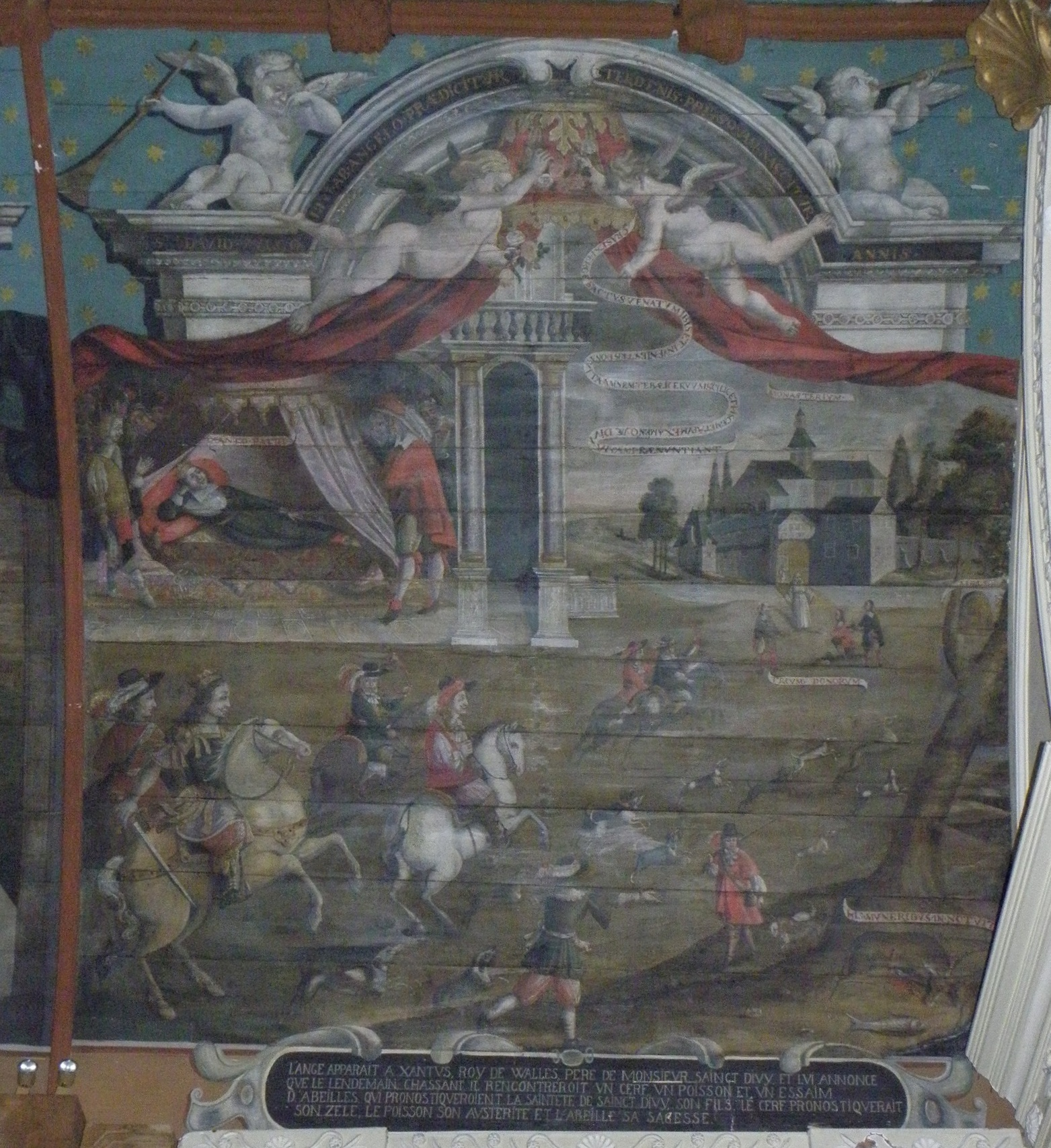
Lambris peint.
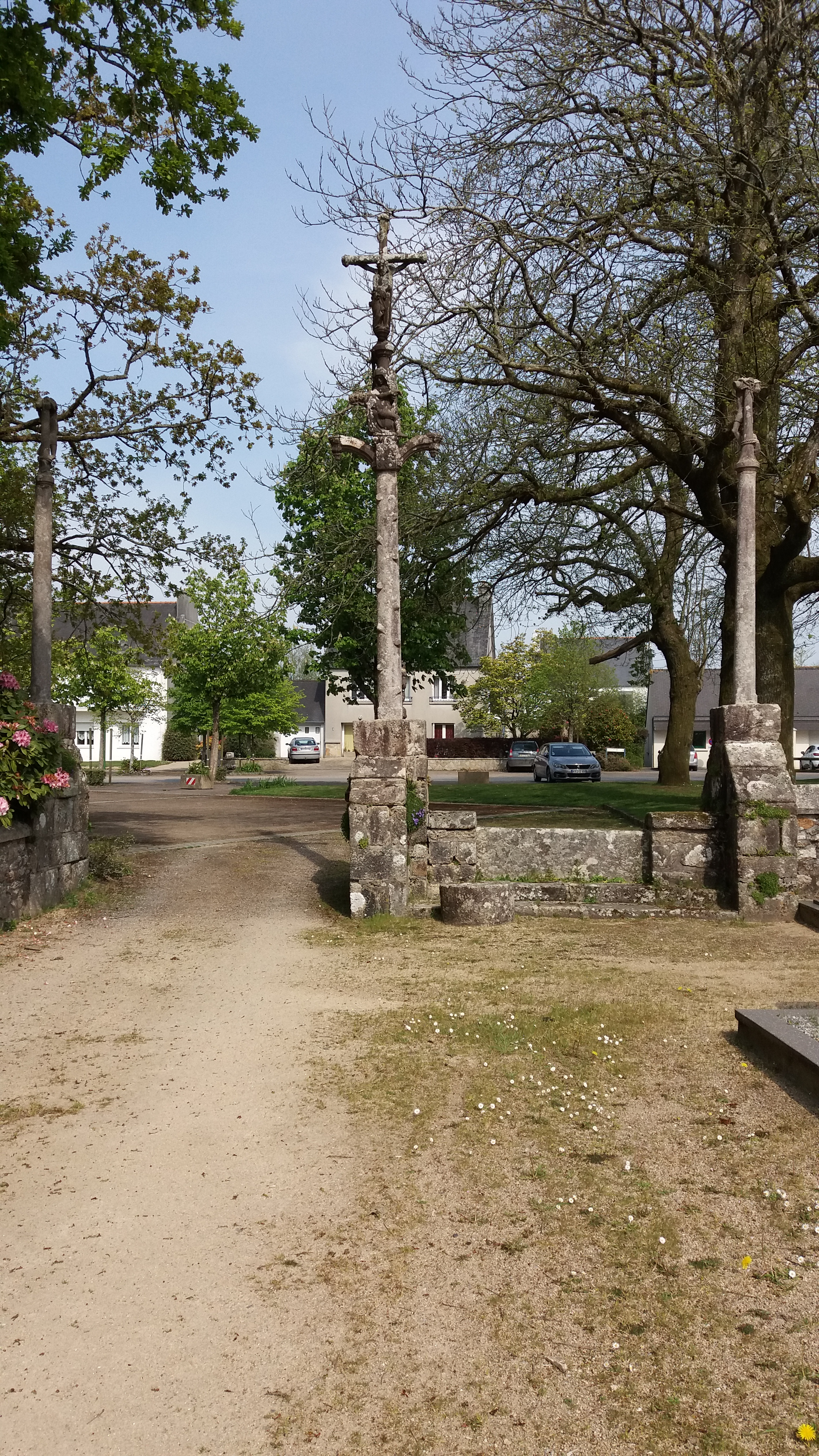
Calvaire de l'enclos.
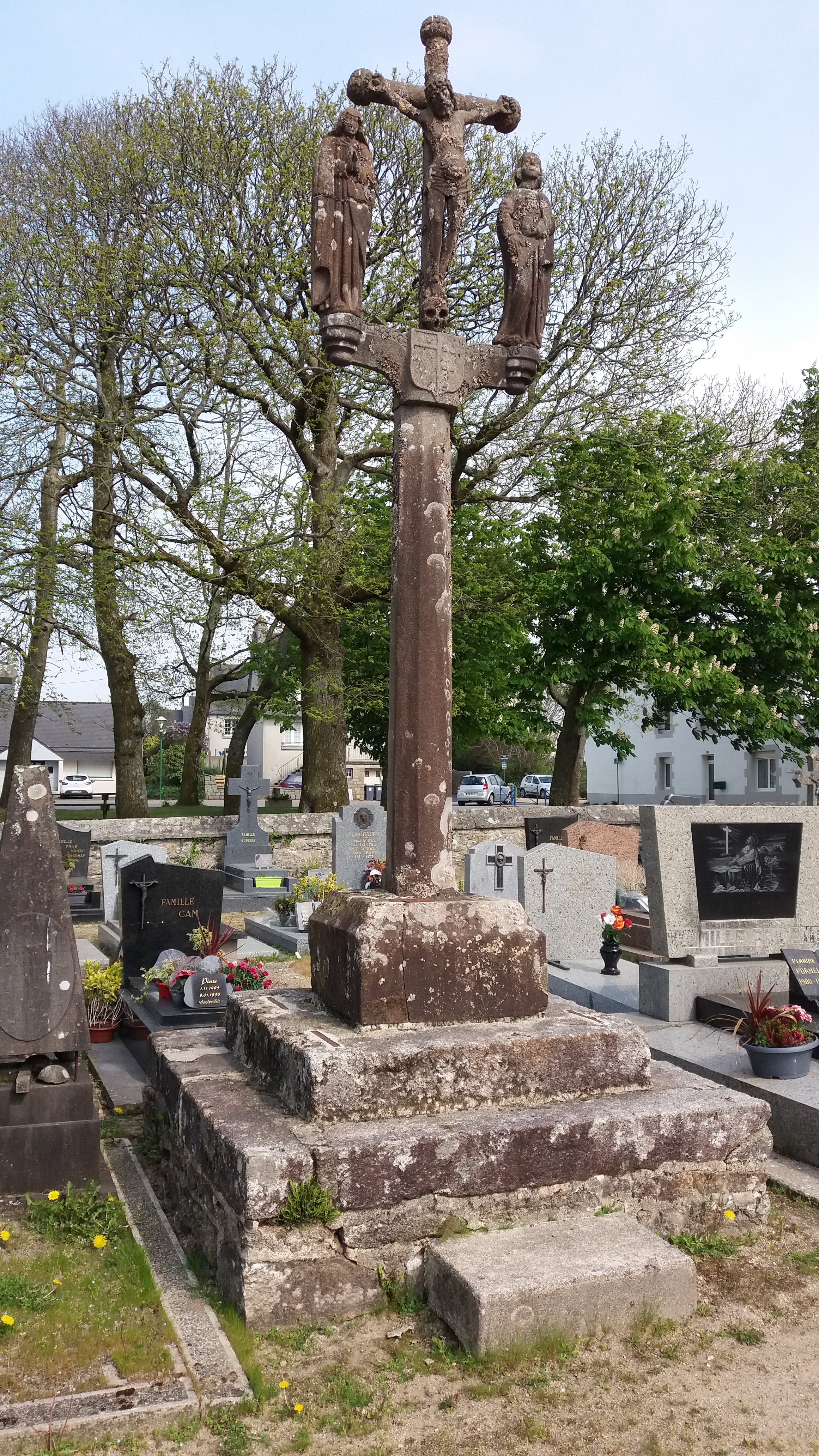
Calvaire du cimetière.